# Mahlscheid

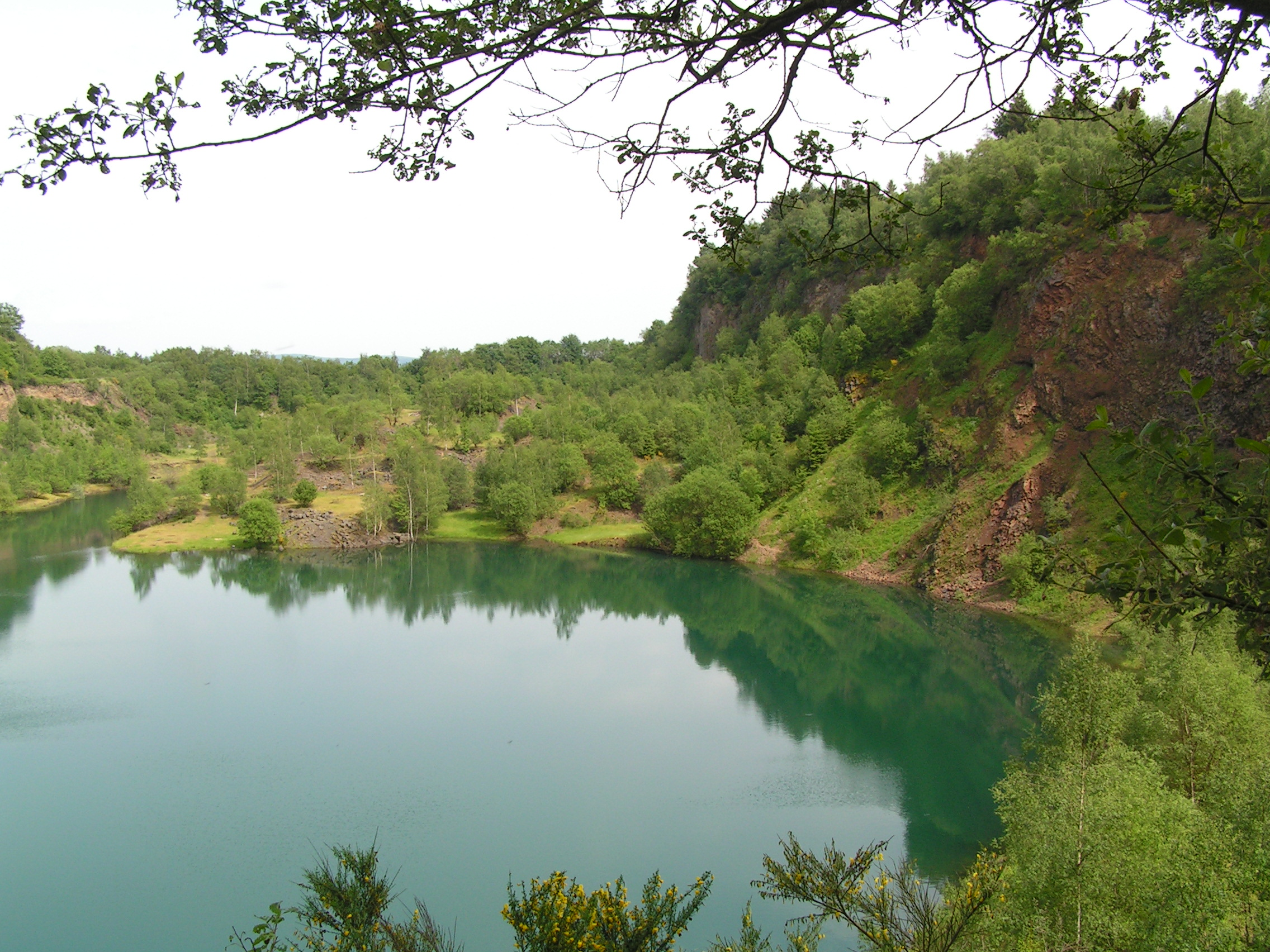
Silbersee der Mahlscheid

Die Mahlscheid (auch Malscheid genannt) ist eine 509,3 m ü. NHN hohe Nebenkuppe des Hohenseelbachskopfs im Südlichen Hellerbergland (Siegerland). Er liegt zwischen Herdorf im Landkreis Altenkirchen in Rheinland-Pfalz (RP) und Neunkirchen im Kreis Siegen-Wittgenstein in Nordrhein-Westfalen (NW).

## Geographie

### Lage
Die Mahlscheid liegt im Grenzgebiet der Stadt Herdorf (RP) im Nordwesten und der Gemeinde Neunkirchen (NW) im Norden; ihr (heutiger) Gipfel gehört zu Herdorf. Nördlich fließt die Heller vorbei und westlich verlaufen die Heller-Zuflüsse Sotterbach und (jenseits davon) Daade. Etwa 200 m nordwestlich des Gipfels breitet sich beiderseits der Landesgrenze der Tagebaurestsee Silbersee (450 m) aus, und 1 km südöstlich liegt auch auf der Grenze der Hohenseelbachskopf (517,5 m).

### Naturräumliche Zuordnung
Die Mahlscheid gehört in der naturräumlichen Haupteinheitengruppe Süderbergland (Bergisch-Sauerländisches Gebirge; Nr. 33), in der Haupteinheit Siegerland (331) und in der Untereinheit Hellerbergland (331.3) zum Naturraum Südliches Hellerbergland (331.32). Ihre Landschaft fällt nach Nordosten in den Naturraum Mittleres Hellertal (331.31) und nach Nordwesten und Norden in den Naturraum Nördliches Hellerbergland (331.30) ab.

## Schutzgebiete
Auf der Mahlscheid liegen zwei Naturschutzgebiete (NSG): auf nordrhein-westfälischer Seite das NSG Mahlscheid (CDDA-Nr. 164544; 1990 ausgewiesen; 17,54 ha groß) und auf rheinland-pfälzischem Gebiet das (gleichnamige) NSG Mahlscheid (CDDA-Nr. 164545; 1992; 1,0769 km²). Auf rheinland-pfälzischer Seite befinden sich Teile des Fauna-Flora-Habitat-Gebiets Wälder am Hohenseelbachkopf (FFH-Nr. 5213-301; 10,25 km²). Außerdem liegen auf dem Berg Teile der EU-Vogelschutzgebiete (VSG) „Wälder und Wiesen bei Burbach und Neunkirchen“ (VSG-Nr. 5214-401; 46,5456 km²) auf nordrhein-westfälischem Gebiet und Westerwald (VSG-Nr. 5312-401; 289,48 km²) auf rheinland-pfälzischer Seite.

## Geologie und Geschichte
Die Mahlscheid und der Hohenseelbachskopf stellen mehrere große Basaltkuppen dar, die hier vor rund sieben Millionen Jahren durch vulkanische Tätigkeiten entstanden. Bis zu Beginn des 20. Jahrhunderts war die Basaltkuppe der Mahlscheid weithin sichtbar. Basaltabbau für den Straßenbau – bis in die 1950er Jahre betrieben – führte zum Abtragen der Kuppe und ließ den heute vorzufindenden Abbaukrater mit dem Silbersee darin entstehen. In den Steilwänden des Kraters sind aber noch bis zu 40 m hoch aufragend Basaltsäulen sichtbar.
Die Mahlscheid, der Hohenseelbachskopf und der in nur rund 5 km Entfernung befindliche Druidenstein waren vermutlich bedeutende keltische Kultstätten. Um das 4. Jahrhundert v. Chr. war das Gebiet der Mahlscheid von keltischen Wallburgen bestanden.

## Tourismus
Rund um die Mahlscheid gibt es viele bei Wanderern und Mountainbikern beliebte Forst- und Wanderwege, so z. B. der von Westen nach Süden verlaufende Europäische Fernwanderweg E1. Östlich der Mahlscheid liegt die Waldgaststätte Hohenseelbachskopf, welche gerade von einheimischen  Wanderern und Mountainbikern frequentiert wird.